# Seitingen-Oberflacht
Seitingen-Oberflacht – gmina w Niemczech, w kraju związkowym Badenia-Wirtembergia, w rejencji Fryburg, w regionie Schwarzwald-Baar-Heuberg, w powiecie Tuttlingen, wchodzi w skład wspólnoty administracyjnej Tuttlingen. Leży po części w Parku Natury Górnego Dunaju, ok. 15 km na północny zachód od Tuttlingen.